# BKP Trading Impex
BKP Trading Impex (fostă VGB Impex) este o companie controversată din România.
Face parte din grupul de firme VGB, care controlează o parte din acțiunile RAFO Onești și este controlată de oamenii de afaceri Ovidiu Tender și Frank Timiș (amestecat în exploatarea nocivă a zăcămintelor aurifere de la Roșia Montană).
În acest grup este implicată și Mihaela Ene, sora fostului parlamentar PDSR Gabriel Bivolaru, arestat pentru fraudarea BRD.
BKP Trading Impex deține 73,4% din acțiunile companiei Urbis Armături Sanitare.
Împreună cu Central Europe Petroleum, VGB Invest a înființat la Londra compania Balkan Petroleum, ambele deținând câte 50% din acțiuni.

## VGB Impex
Denumirea grupului VGB a fost dată dupa numele ex-parlamentarului Gabriel Bivolaru: inițiala "V" provine de la "Viper" (porecla pe care o avea Bivolaru pe când făcea parte din echipa de lupte a clubului "Dinamo"), la care s-au adăugat inițialele numelui acestuia, "GB".
În august 2004, VGB Impex îi avea ca acționari la vedere pe Constantin Margarit și Octavian Iancu, fratele lui Marian Iancu.
În decembrie 2004, patru ziariști de la săptămânalul bucureștean Banii noștri au fost bătuți, la Sinaia, de bodyguarzii angajați pentru o petrecere organizată de reprezentantul firmei VGB Impex SRL, Constantin Margarit.